# Petr Ehrenfeld
Petr Ehrenfeld (25. června 1866 Plzeň – 20. září 1944 Praha), do roku 1919 Petr Kerndlmayer z Ehrenfeldu (variantně psáno i Körndlmayer), byl rakouský a později československý úředník. V letech 1918–1920 stál jako vládní komisař v čele města Brna, mezi roky 1921 a 1923 byl viceguvernérem Podkarpatské Rusi.

## Biografie
Pocházel z rodiny povýšené v 18. století do šlechtického stavu. Vystudoval práva na německé univerzitě v Praze a vstoupil do státních služeb. Sloužil nejprve u krajského soudu v Plzni, odkud byl převeden do státní služby na Moravu. Roku 1906 se stal okresním hejtmanem v Hustopečích, před první světovou válkou působil krátce ve stejné funkci v Přerově. Po vzniku Československé republiky byl v listopadu 1918 jmenován vládním komisařem pro Brno, jeho úkolem bylo vést město do zvolení nového zastupitelstva. V této pozici zůstal až do roku 1920. Po zákazu užívání šlechtických přídomků si zvolil občanské jméno Petr Ehrenfeld.
Roku 1920 byl jmenován viceguvernérem Podkarpatské Rusi, od roku 1921 z této pozice převzal i pravomoci guvernéra. Poté, co byl nařčen z korupce, podal koncem roku 1923 demisi, vrátil se do Brna a krátce poté odešel do penze.
Zemřel roku 1944 a byl pohřben na Břevnovském hřbitově.